# الطريق (فلم 1982)
الطريق (بالتركية: Yol) فيلم تركي أنتج سنة 1982 من تأليف وإخراج السينمائي الكردي يلماز غوني وقام بتنفيذ الإخراج شريف غورن إذ كان يلماز غوني يقضي فترة سجنة الثانية. حصل هذا الفيلم على جائزة السعفة الذهبية في مهرجان كان السينمائي في سنة 1982. بعد فرار يلماز كوني من السجن أخذ نسخة النيكاتيف من الفلم وقام بتحميضة في سويسرا وانتج في فرنسا.

## قصة الفيلم
يصور الفيلم تركيا في فترة ما بعد انقلاب 1980 العسكري، الفيلم كان ممنوعا من العرض في تركيا لغاية 1999 لأنه سبب الكثير من الجدل في تركيا بسبب تصويره السلبي للدولة عندما كانت تركيا سيطرة ديكتاتورية العسكر والأحكام العرفية.
القصة تبدأ من السجن ويركز المخرج على خمسة أشخاص لذلك هناك خمسة خطوط درامية ضمن محتوى الفيلم.
حسب قوانين السجن، السجين يجب أن يمضي ثلثي فترة محكوميته كشرط للحصول على اذن لمدة اسبوع واحد فقط لزيارة أهلهم والعودة إلى السجن لتكملة مدة محكوميتهم.
يروي الفيلم قصة خمسة أشخاص يحصلون على إجازة الخروج لمدة اسبوع واحد، لكنهم يواجهون مأساة وخيبة أمل لدى وصولهم للبيت أو حتى قبل ذلك. يتحدث الفيلم عن الحياة الصعبة التي يعيشها الأكراد في تركيا والظلم والاضطهاد التي يلاقونها على أيدي حكامها، حيث يحاول مخرج الفيلم إبراز الفروق الواضحة بين المناطق التي يعيش فيها الأكراد حيث الإهمال وبين المناطق التي يعيش فيها الأتراك حيث أمتدت الإعمار والبناء والتطور.

## السجناء الخمسة
- سيد علي (طارق اكان) بعد أن يصل إلى مدينة كونيا يفاجأ اولا أن والده قد تزوج من امرأة ثانية وزوجة أبيه أنجبت ولدا وهو لا يعلم ثم تخبره والدته بأن زوجته زينه (شريف سزر) قد جلبت لهم العار وعملت في الدعارة لذلك أخذها والدها مع ابنها إلى القرية. يتجه سيد علي إلى إحدى قرى جنوب شرق تركيا لملاقاة شقيقة شوكت ليعرف قصة زوجته وخيانتها له بالتفصيل ثم يقرر سيد علي التوجه إلى قرية والد زوجته رغم أن شقيقه حذره من مخاطر الطريق المتراكم بالثلوج والعواصف الثلجية القاتلة، لكن سيد علي يصر على الذهاب فيعطيه شقيقه شوكت حصانه ومعطفه ومسدسه لحماية نفسه في الطريق الذي يبلغ أكثر من خمس ساعات فوق ثلوج متراكمة وفي الطريق لا يستطيع الحصان اكمال المسيرة ويتجمد من شدة البرد فيسقط أرضا لذلك يقوم سيد علي بقتل الحصان ويكمل المسيرة على قدميه.

يصل سيد علي إلى القرية ويقول له والد زوجته بأنه سجن زينه داخل زريبة الحيوانات منذ ثمانية أشهر وهي لم ترى النور طيلة هذه المدة ويعطونها الخبز والماء فقط وهم بأنتظاره ليقيم عليها الحد حسب التقاليد القبلية الكردية، إذ يتوجب على الزوج أن يقرر مصير زوجته الخائنة. سيد علي بعد أن يلتقي زوجته داخل الزريبة، تعتذر زينه له عما قامت بها بغيابه رغم إنها أكدت له بأنها ستنتظره حتى يخرج من السجن، لكنها لم تف بوعدها وطلبت من سيد علي أن يعطيها الفرصة لتقوم بغسل جسمها ومشط شعرها قبل أن يقتلها فيوافق سيد علي على ذلك ويسامحها ويطلب منها أن تستعد للذهاب معه إلى بيت شقيقه شوكت رفقة ابنهم. في طريق عودة الثلاثة تموت زينه بسبب البرد القارص والعواصف الثلجية ورغم محاولات سيد علي اليائسة لاعادة دوران الدم في جسمها من خلال ضربها بحزامه لإعادة الحرارة إلى جسمها المتجمد لكن دون جدوى ويضطر سيد علي إلى حملها على ظهره وإيصالها إلى إحدى المستوصفات، لكنها تفارق الحياة ويترك سيد علي ابنه عند شقيقه شوكت ويعود أدراجه، لكن المخرج لا يوضح هل سيعود إلى السجن أم لا؟
- محمد صالح (خليل إرغون) وهو كردي من دياربكر، لدى عودة محمد صالح إلى دياربكر يركز المخرج على المناطق الكردية المهملة والأطفال ذوي الثياب الرثة وهم يشربون الدخان، كذلك يسمع بين الفينة والاخرى صوت الطائرات الحربية فوق المدينة. سجن بسبب ضلوعه في عملية سرقة إحدى محلات المجوهرات وهو متزوج من أمينه (مرال اورهونسوي)ولديه ولد وبنت صغيران وزواجه تم بدون تسجيل رسمي في الدولة، محمد صالح يحب زوجته وهي تحبه، لكن أهلها لا يطيقونه لأنه متهم بأنه ترك شقيق زوجته عزيز وهرب عندما حاول عزيز سرقة محل المجوهرات وأطلقت الشرطة النار عليه وقتله وهو لم يحاول مساعدته بل هرب لأنه أصاب بالذعر وبأعتقاد عائلة زوجته لو لم يهرب محمد صالح لما قتل عزيز في تلك العملية. يضطر محمد صالح أن يعترف بكل شيء أمام زوجته وأهلها ويخبرهم الحقيقة رغم إنه كان ينكرقبل ذلك. يخيير والد أمينه بنته بالذهاب مع زوجها المتسبب بمقتل شقيقها أو البقاء في البيت، لكن أمينه تفضل الذهاب مع زوجها وفي طريق عودتهم في القطار لا يستطيع محمد صالح تمالك نفسه فيأخذ زوجته إلى داخل إحدى الحمامات ويمارس معها الجنس ويكتشف ذلك بعض المسافرين فيلتمون حولهم ويحاولون ضربهم وإهانتهم، لكن حراس القطار ينقذونهم ويدخلونهم إلى داخل العربات الفارغة وفي تلك الاثناء يدخل شقيق أمينه الاصغر إلى داخل القطارويطلق الرصاص عليها ويقتلها لأنها وافقت على الذهاب مع زوجها رغم انه كان السبب في مقتل شقيقهم عزيز ومن ثم يطلق النار على محمد صالح ويقتله أيضا ويترك مصير طفليهما مجهولا.
- عمر (نجم الدين جوبان اوغلو) وهو كردي أيضا، قبل أن يصل إلى قريته التابعة لمدينة اورفا يظهر على الشاشة كلمة كردستان في إشارة لوصول أحد أبطال الفيلم إلى المنطقة التي يسكنها الأكراد في تركيا وهذه هي المرة الأولى التي يظهر فيها اسم كردستان في فيلم سينمائي. عمر غير متزوج، لكنه يحب إحدى بنات قريته، عندما يصل إلى القرية يسمع أزيز الرصاص، إذ كان العسكر دائما ما يدخلون قريتهم لملاحقة الهاربين وإخضاعهم لسلطة الدولة وحكم العسكر ودائما ما كان العسكر يملئون سيارات محملة بالجثث لقلتى قريتهم والقرى المجاورة لهم ويطلبون من الأهالي التعرف على الجثث، لكن لا يجرؤ أحد على الاعتراف ويكتمون آهاتهم ويخفون دموعهم لدى مشاهدة جثث ذويهم، أما القتلى فكانوا يتخلون قبل ذلك عن كل وثائقهم لكي لا يتسببون بمشاكل لذويهم. في إحدى المرات يتعرف عمر على جثة شقيقة وينكر ذلك أمام العسكر وبعد هذه الحادثة يتخلى عمر عن حبيبته ويتوعد زوجة أخيه بالزواج منها ورعاية أولاد أخيه الذي قتل في اشتباكات مع العسكر، ثم يقرر عمر الالتحاق بالمقاتلين الأكراد في الجبال وسط زغاريد النساء وكل أهالي القرية للدفاع عن قضية شعبه الكردي المضطهد داخل الدولة التركية.
- مولود (حكمت جليك) شاب من عائلة ميسورة يحاول بعد عودته للإجازة إقناع خطيبته للزواج، لكن أهل الفتاة يماطلون مما يضطر للذهاب إلى بيوت الدعارة فيطلب منه القوادة الذهاب إلى الغرفة رقم أربعة، لكنه يرفض، لأن ذلك الرقم يذكره برقم المهجع الذي يقبع فيه في السجن ويفضل الذهاب إلى الغرفة رقم 11 .
- يوسف (تونجاي اكجا) في غمرة نشوته وفرحته بالإجازة ولقاء زوجته وإهدائها طيرا مسجونا داخل القفص يضيع تصريح الاذن فيتم القبض عليه مجددا قبل الوصول إلى البيت ويتم إدخاله إلى سجن جانبي من أجل التأكد من روايته رغم محاولته ومحاولة صديقه مولود بالإفراج عنه كونه يرافقهم في السجن وحصل على إجازة الخروج لمدة اسبوع.

## أبطال الفيلم
- طارق أكان (سيد علي)
- شريف سزر (زينه)
- خليل إرغون (محمد صالح)
- نجم الدين جوبان أوغلو (عمر)
- حكمت جليك (مولود)
- تونجاي أكجا (يوسف)
- مرال اورهونسوي (أمينه)

## مشاركات وجوائز
شارك الفيلم في العديد من المهرجات السينمائية العالمية وحصل على العديد من الجوائز القيمة ، لعل أبرزها جائزة السعفة الذهبية من مهرجان كان للأفلام السينمائية سنة 1982

## وصلات متعلقة
- مقالات تستعمل روابط فنية بلا صلة مع ويكي بيانات